# Sítio Arqueológico de São Nicolau
O Sítio Arqueológico de São Nicolau é um conjunto de ruínas remanescentes da redução jesuítica homônima, que fazia parte dos Sete Povos das Missões. Está localizado no município gaúcho de de mesmo nome.

## Atualidade
Atualmente o local preserva o piso original, parte das paredes externas em pedras de arenito, parte de suas colunas de sustentação, alicerce, altar-mor; os remanescentes do Cabildo, a adega e o sistema de esgoto da redução.
O Sítio Arqueológico de São Nicolau, juntamente com os sítios de São Miguel Arcanjo, São João Batista e São Lourenço Mártir, todos situados no Rio Grande do Sul e que antes integravam as reduções dos Setes Povos das Missões, estão hoje sob a proteção do Governo Federal e são reconhecidos como Patrimônio Nacional.